# Supercoppa italiana 2019
La Supercoppa italiana 2019, denominata Coca-Cola Supercup per ragioni di sponsorizzazione, è stata la 32ª edizione della competizione che si è disputata il 22 dicembre 2019 allo stadio dell'Università Re Sa'ud di Riad, in Arabia Saudita. La sfida è stata disputata tra la Juventus, vincitrice della Serie A 2018-2019, e la Lazio, vincitrice della Coppa Italia 2018-2019.
La finale è stata vinta dalla Lazio, con il risultato di 3-1; per la squadra biancoceleste si è trattato del quinto successo nella manifestazione.

## Partecipanti
| Squadre  | Qualificazione                         | Partecipazioni precedenti (il grassetto indica la vittoria)                             |
| -------- | -------------------------------------- | --------------------------------------------------------------------------------------- |
| Juventus | Vincitore della Serie A 2018-2019      | 14 (1990, 1995, 1997, 1998, 2002, 2003, 2005, 2012, 2013, 2014, 2015, 2016, 2017, 2018) |
| Lazio    | Vincitore della Coppa Italia 2018-2019 | 7 (1998, 2000, 2004, 2009, 2013, 2015, 2017)                                            |

## Antefatti
La sfida tra bianconeri e biancocelesti si è svolta per la quinta volta, circostanza che ha reso l'incontro il più ricorrente nella storia della manifestazione. Partecipando alla Supercoppa italiana per l'ottavo anno di fila, la Juventus ha battuto il record detenuto in precedenza dall'Inter.
Per l'undicesima volta il trofeo è stato assegnato fuori dai confini italiani e per la seconda volta in Arabia Saudita, ma a Riad invece che a Gedda come nell'edizione precedente (l'ottava volta nel complesso in Asia).

## Tabellino
| Arbitro: | Calvarese (Teramo) |

|            |           |                                          |
| Dybala 45’ | Marcatori | 16’ Luis Alberto 73’ Lulić 90+4’ Cataldi |

| Juventus | Lazio |

|                 |                |                       |            |     |
|                 |                |                       |            |     |
| P               | 1              | Wojciech Szczęsny     |            |     |
| D               | 2              | Mattia De Sciglio     |            | 55’ |
| D               | 19             | Leonardo Bonucci (c)  |            |     |
| D               | 28             | Merih Demiral         |            |     |
| D               | 12             | Alex Sandro           |            |     |
| C               | 30             | Rodrigo Bentancur     | 48’, 90+3’ |     |
| C               | 5              | Miralem Pjanić        |            |     |
| C               | 14             | Blaise Matuidi        | 9’         | 76’ |
| C               | 10             | Paulo Dybala          |            |     |
| A               | 21             | Gonzalo Higuaín       |            | 66’ |
| A               | 7              | Cristiano Ronaldo     |            |     |
| A disposizione: |                |                       |            |     |
| P               | 31             | Carlo Pinsoglio       |            |     |
| P               | 77             | Gianluigi Buffon      |            |     |
| D               | 4              | Matthijs de Ligt      |            |     |
| C               | 8              | Aaron Ramsey          |            | 66’ |
| A               | 11             | Douglas Costa         |            | 76’ |
| D               | 13             | Danilo                |            |     |
| A               | 16             | Juan Cuadrado         |            | 55’ |
| A               | 20             | Marko Pjaca           |            |     |
| C               | 23             | Emre Can              |            |     |
| D               | 24             | Daniele Rugani        |            |     |
| C               | 25             | Adrien Rabiot         |            |     |
| A               | 33             | Federico Bernardeschi |            |     |
| Allenatore:     |                |                       |            |     |
| Maurizio Sarri  | Maurizio Sarri | Maurizio Sarri        | 90’        |     |

|                 |    |                         |       |     |
|                 |    |                         |       |     |
| P               | 1  | Thomas Strakosha        |       |     |
| D               | 3  | Luiz Felipe             |       |     |
| D               | 33 | Francesco Acerbi        |       |     |
| D               | 26 | Ștefan Radu             |       |     |
| C               | 29 | Manuel Lazzari          |       |     |
| C               | 21 | Sergej Milinković-Savić |       |     |
| C               | 6  | Lucas Leiva             | 35’   | 64’ |
| C               | 10 | Luis Alberto            | 58’   | 67’ |
| C               | 19 | Senad Lulić (c)         |       |     |
| A               | 17 | Ciro Immobile           |       | 82’ |
| A               | 11 | Joaquín Correa          |       |     |
| A disposizione: |    |                         |       |     |
| P               | 23 | Guido Guerrieri         |       |     |
| P               | 24 | Silvio Proto            |       |     |
| D               | 4  | Patric                  |       |     |
| C               | 7  | Valon Berisha           |       |     |
| D               | 15 | Bastos                  |       |     |
| C               | 16 | Marco Parolo            |       | 67’ |
| A               | 20 | Felipe Caicedo          |       | 82’ |
| C               | 22 | Jony                    |       |     |
| C               | 28 | André Anderson          |       |     |
| C               | 32 | Danilo Cataldi          | 90+2’ | 64’ |
| A               | 34 | Bobby Adekanye          |       |     |
| D               | 77 | Adam Marušić            |       |     |
| Allenatore:     |    |                         |       |     |
| Simone Inzaghi  |    |                         |       |     |